# Porsche 911 Turbo
La Porsche 911 Turbo est une voiture sportive fabriquée par le constructeur allemand Porsche. La première génération est apparue en 1975 avec le code interne 930 et a évolué en parallèle de la deuxième génération de Porsche 911. Ce développement s'est poursuivi jusqu'à la génération actuelle de 911, avec les mêmes évolutions techniques majeures que le modèle atmosphérique : passage au refroidissement liquide, multisoupape, injection directe et boîtes de vitesses.

## Première génération type 930 (de 1975-1977* à 1989)

### Porsche 930 Turbo

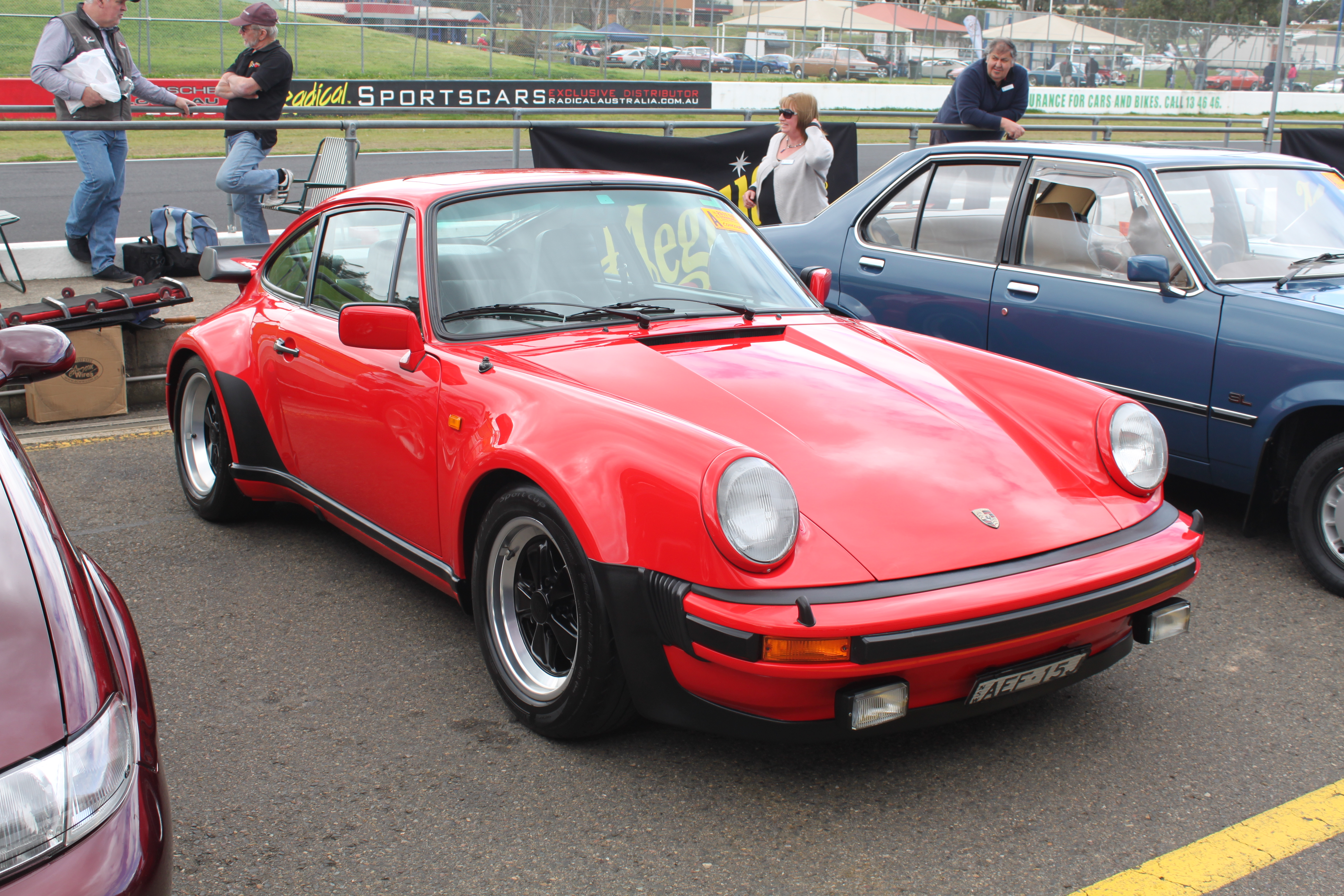
Porsche 930 Turbo.

La motorisation de la première 911 Turbo de série trouve ses origines dans les moteurs des Porsche 917 courant en CanAm depuis 1972 et équipées alors d'un flat-12 turbocompressé. Porsche présente au salon de Paris 1973 un prototype turbocompressé qui préfigure la 911 de deuxième génération. Celle-ci est commercialisée en 1974 et, dès le salon de Paris 1974, sa version turbo définitive est révélée, malgré le premier choc pétrolier survenu entretemps. Après les succès sportifs et commerciaux de la Carrera RS de la première génération, cette version est conçue comme une version d'homologation du moteur turbo en compétition. Porsche envisage d'abord de n'en produire que 500 exemplaires mais devant le succès du modèle, la firme renonce à limiter la production.
Le moteur de cette 911 Turbo est, avec la carrosserie, la principale caractéristique du modèle. Le 6-cylindres à plat de 3 L et 260 ch (code 930/50) est dérivé du moteur 2,7 L de la version normale, réalésé, avec une course inchangée et bénéficie de nombreux apports en provenance de la Carrera RS 3.0. Le taux de compression, réduit pour éviter l'apparition de cliquetis, est fixé à 6.5:1. Le turbocompresseur provient de chez KKK et souffle au maximum à 0,8 bar. L'ensemble délivre la puissance de 260 ch.
Le turbo qui équipe la génération 930 n'est pas doté de soupape de décharge. Le conducteur doit anticiper le lever de pied car la pression résiduelle au moment où l'alimentation est coupée fait que le moteur reste en charge jusqu'à 1/2 seconde après le lever de pied. Porsche corrige cette anomalie sur la génération suivante.
*Dès 1977, Porsche revoit le moteur et le porte à 3.3 L avec 300 ch (code 930/60), règle le problème de soupape de décharge et ajoute un échangeur air-air.
Côté esthétique, la Turbo subit quelques modifications mineures dont l'aileron qui est revu.

### Porsche 930 Turbo S
Première 911 version « S » de l'histoire produite en seulement 10 exemplaires en 1989 (deux vendus en France, huit en Allemagne), la Porsche 930 Turbo S est une création de l'importateur français Sonauto. Elle se différencie de la 930 par un bouclier avant intégrant des feux antibrouillards jaunes, une deuxième double sortie d'échappement, une suspension abaissée, un toit ouvrant, un lecteur CD de série, etc.

### Porsche 930 Turbo Targa

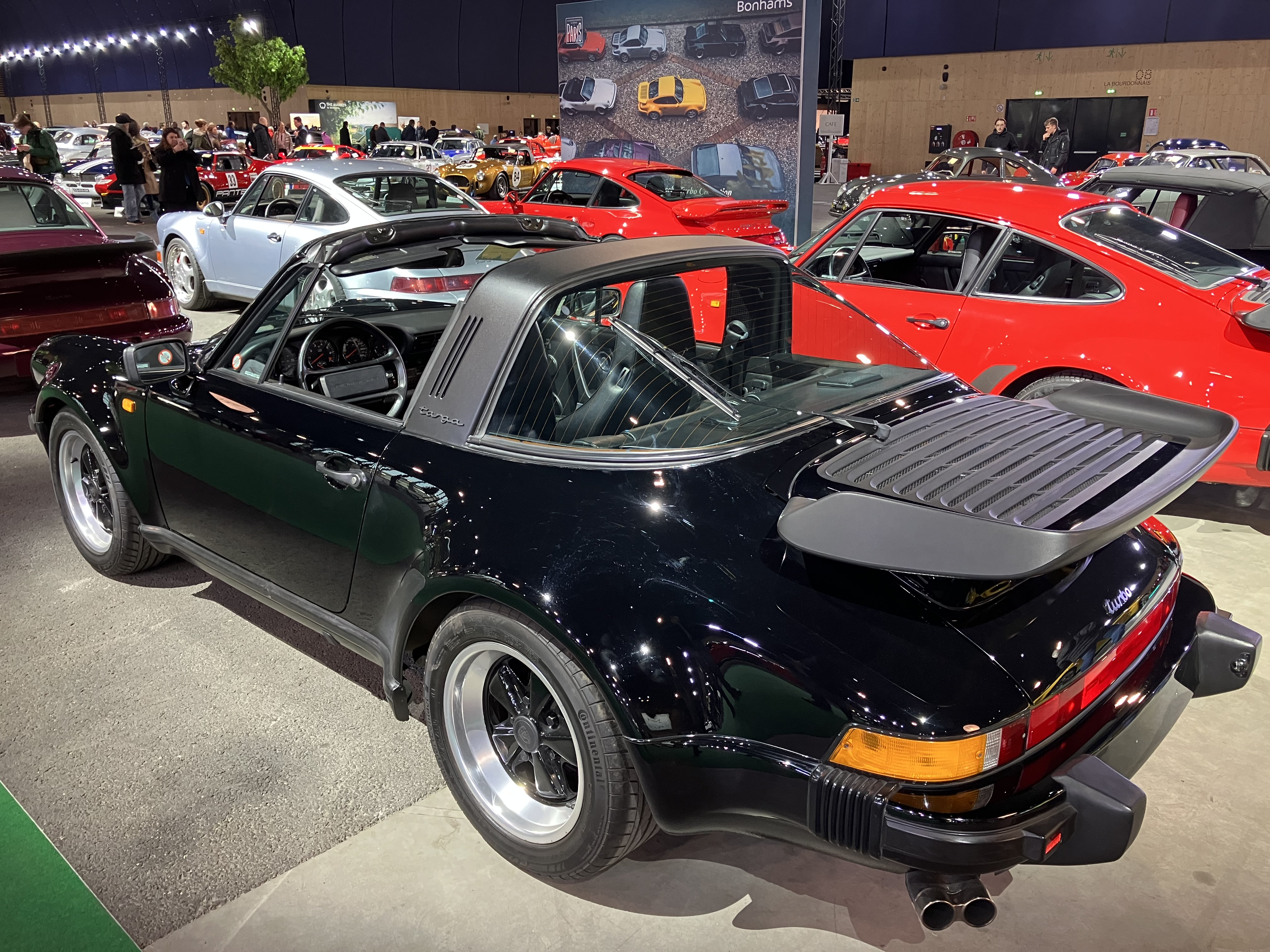
Porsche 930 Turbo Targa.

Produite en 1989 à 26 exemplaires, d'une puissance de 300 ch, la Porsche 911 Turbo Targa est équipée d'une boîte de vitesses G50 à cinq rapports. Un modèle avec boîte de vitesses à quatre rapports a été vendu en 11 exemplaires en France, 297 dans le monde. Une version Flachbau sera également produite en 3,3 L avec une puissance de 330 ch, un avant plat de Porsche 935 et des prises d'air dans les ailes arrière. Elle était disponible en version Coupé, cabriolet ou Targa.

## Deuxième génération type 964 (de 1989 à 1994)

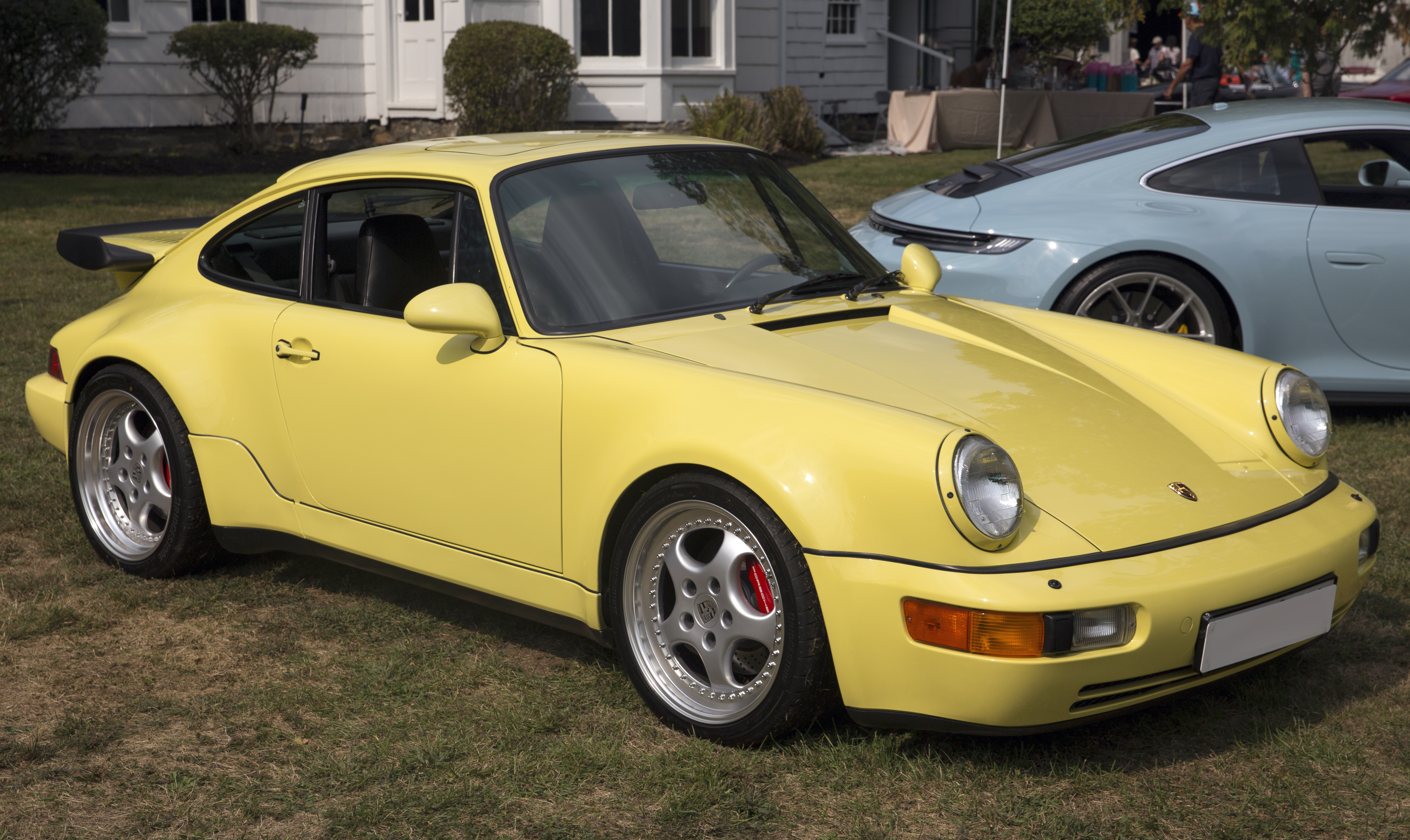
Porsche 964 Turbo 3,6 L.

Après l'apparition de la Porsche type 964, le constructeur attend un an avant de lancer, en 1990, la version Turbo ou type 965, en deux versions : la 3,3 L (320 ch à, 5 750 tr/min / 450 N m à 4 500 tr/min ) puis la 3,6 L (360 ch à 5 500 tr/min / 520 N m à 4 200 tr/min). L'une comme l'autre n'offraient aucune assistance à la conduite excepté l'ABS, et étaient de strictes propulsions dotées d'un différentiel à glissement limité.
La version 3,3 L abat le 0-100 km/h en 5 secondes contre  4,8 secondes pour la 3,6 L.

## Troisième génération type 993 (de 1994 à 1998)

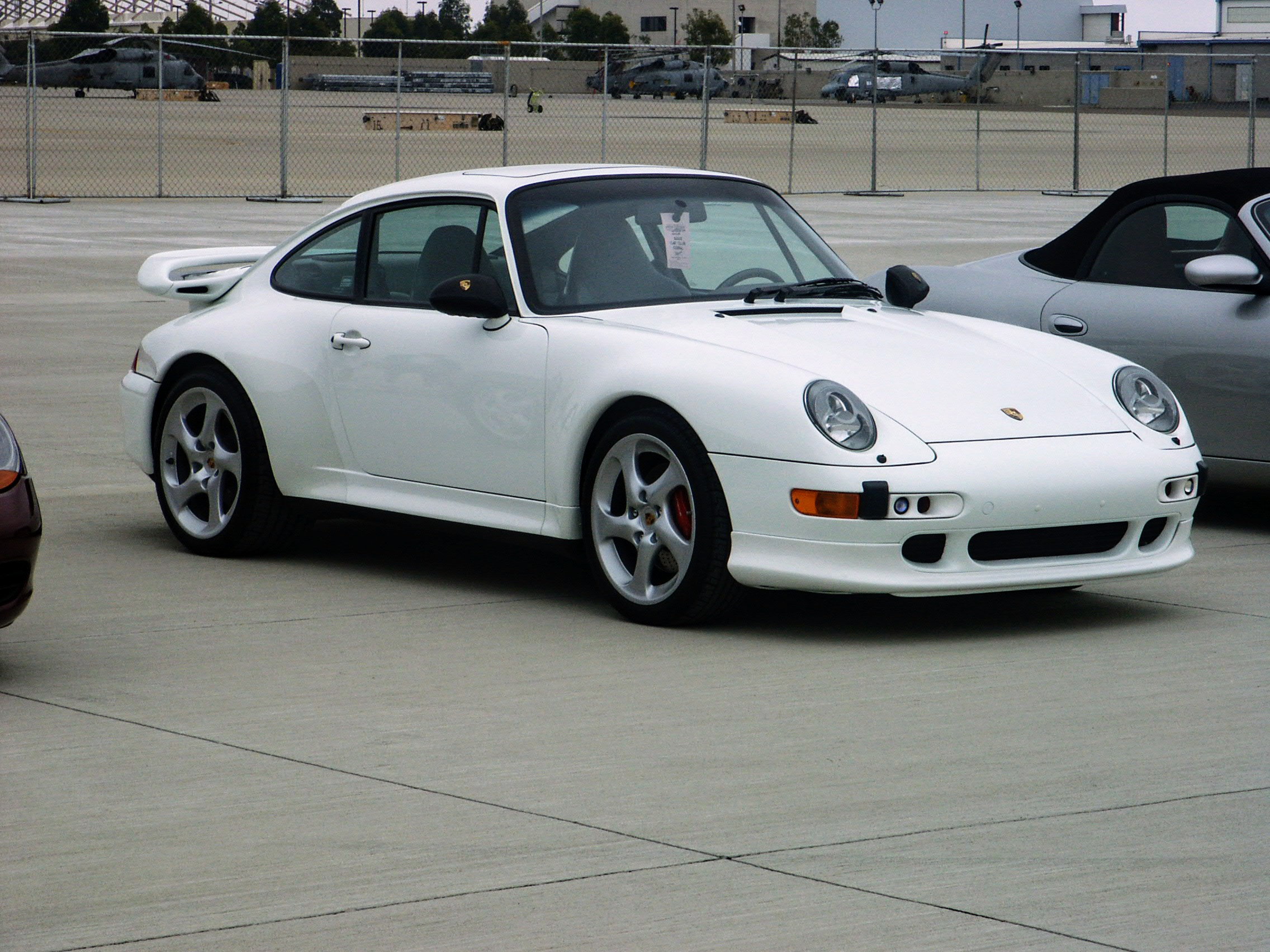
Porsche 993 Turbo.

Lancée en 1995, la Porsche 911 type 993 est la dernière génération animée par un flat-6 refroidi par air et la première Turbo à posséder une transmission intégrale.
Ce modèle se caractérise par un bloc 3,6 L à deux turbos. La puissance est amenée à 408 ch (430 avec le kit moteur X51) puis 450 ch en version Turbo S, tandis que le couple culmine à 540 N m à 4 750 tr/min. Le flat-6 est monté sur un châssis à quatre roues motrices et les aides à la conduite font leur apparition, ce qui la rend beaucoup plus facile à conduire pour un usage quotidien.
Les puristes considèrent cette version comme l'aboutissement de la lignée des 911 flat-6 à refroidissement par air. Elle reprend beaucoup des technologies développées pour la très exclusive 959 groupe B dont à peine plus de 200 exemplaires ont été produits. Porsche a cessé la production de la 993 Turbo en 1998.

## Quatrième génération type 996 (de 1998 à 2005)

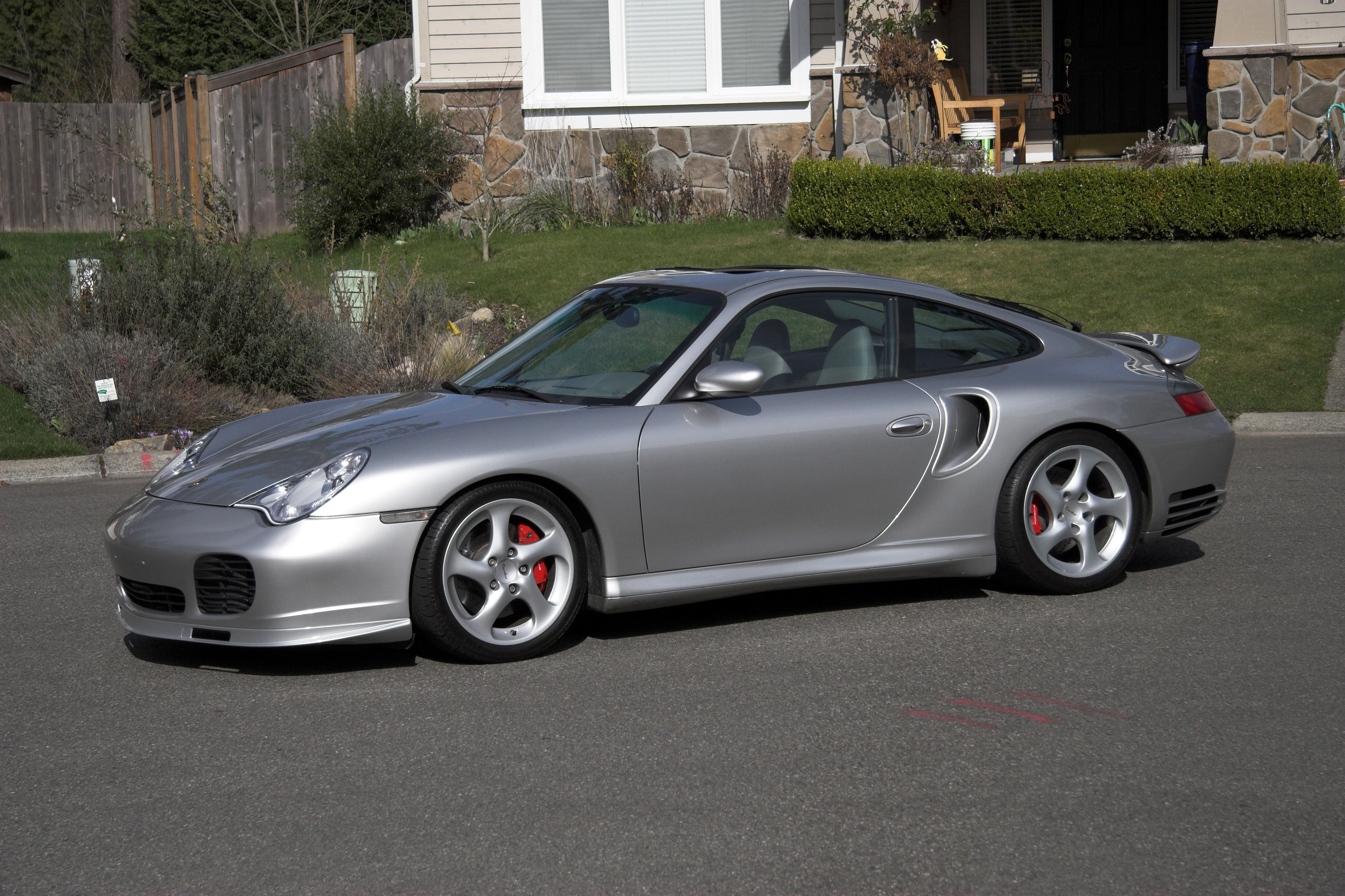
Porsche 996 Turbo X50 (2004).

La Porsche 911 type 996 Turbo est présentée en 2000. Elle abandonne l'aileron massif et les larges ailes des précédentes générations. Plus discrète, elle adopte, sur les ailes arrière, des entrées d'air latérales destinées à améliorer le refroidissement du moteur. La 996 est la première Turbo animée d'un flat-6 refroidi par eau. Le bloc moteur est le même que celui de la 911 GT1 de compétition, réputé pour sa fiabilité .
La puissance culmine à 420 ch, voire 450 ch avec le kit moteur X50 optionnel, mais de série sur la version Turbo S. Les freins céramiques PCCB font leur apparition.

## Cinquième génération type 997 (de 2004 à 2012)

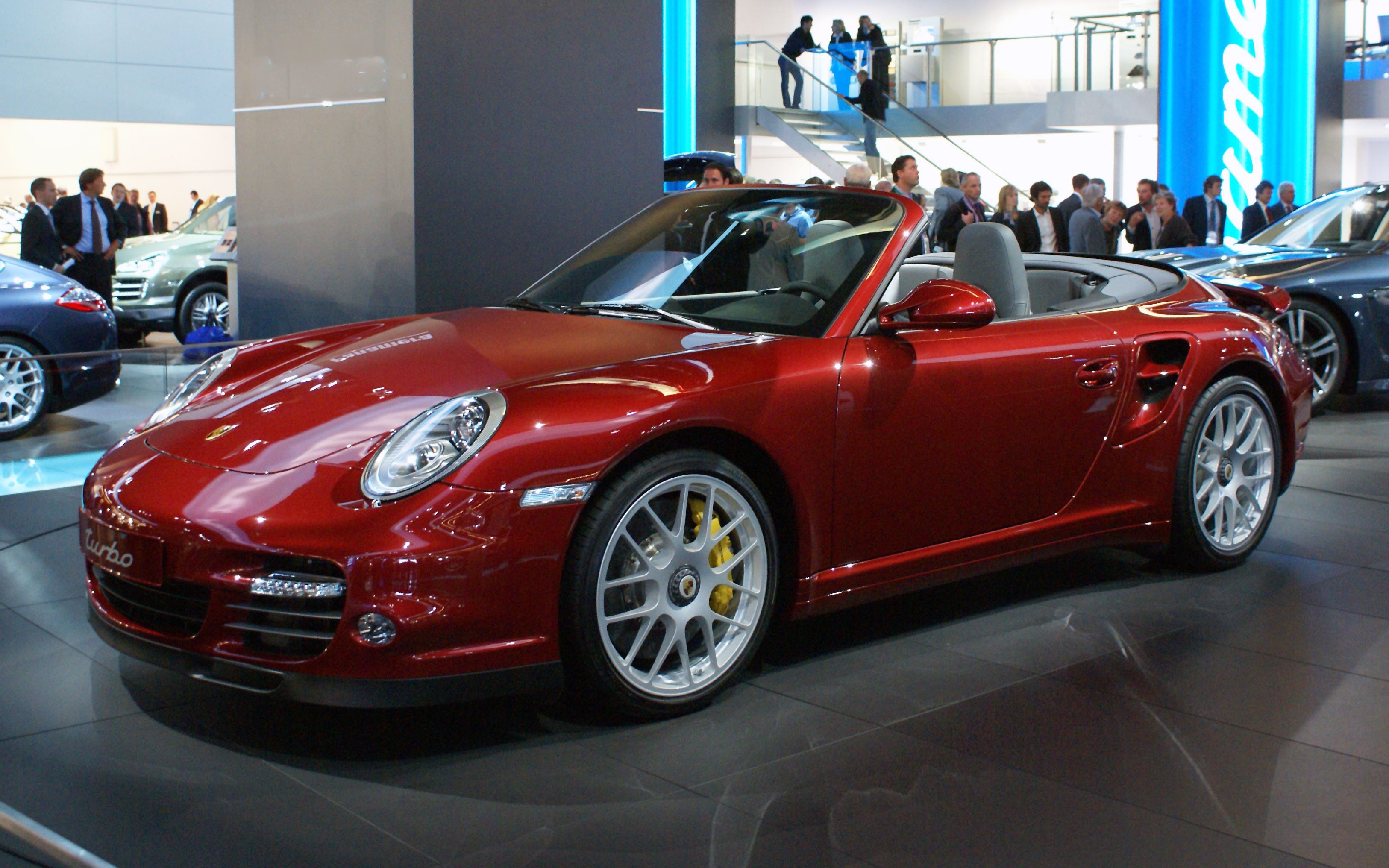
Porsche 997.2 Turbo Cabriolet (2010).

La Porsche 911 type 997 Turbo, commercialisée à partir de 2006, reçoit pour la première fois en série un moteur à essence équipé de turbocompresseurs à géométrie variable. La puissance est portée à 480 ch.
Avec l'apparition de la Turbo Phase 2 en 2009, le moteur change radicalement : la cylindrée passe de 3 600 à 3 800 cm3, l'injection directe fait son apparition ainsi que la boîte à double embrayage PDK, les turbos à géométrie variable sont remaniés. Plus puissante de 20 ch, elle affiche 500 ch. Esthétiquement, les changements sont discrets : les feux arrière, à LED, adoptent un nouveau design, les sorties d'échappement sont plus imposantes et deux nouveaux modèles de jantes de 19 pouces font leur apparition.
Côté performances, la version Turbo de deuxième génération gagne 0,5 seconde au 0 à 100 km/h (3,4 secondes) par rapport à la première génération. Cette amélioration est due notamment à la fonction aunch-control accessible avec la boîte PDK et au Pack Sport Chrono permettant l'activation du mode overboost (augmentation de la pression de suralimentation d’environ 0,2 bar, pendant un temps limité).
Une version Turbo S de 530 ch fait son apparition en 2010, sur la Phase 2.

## Sixième génération type 991 (de 2013 à 2020)

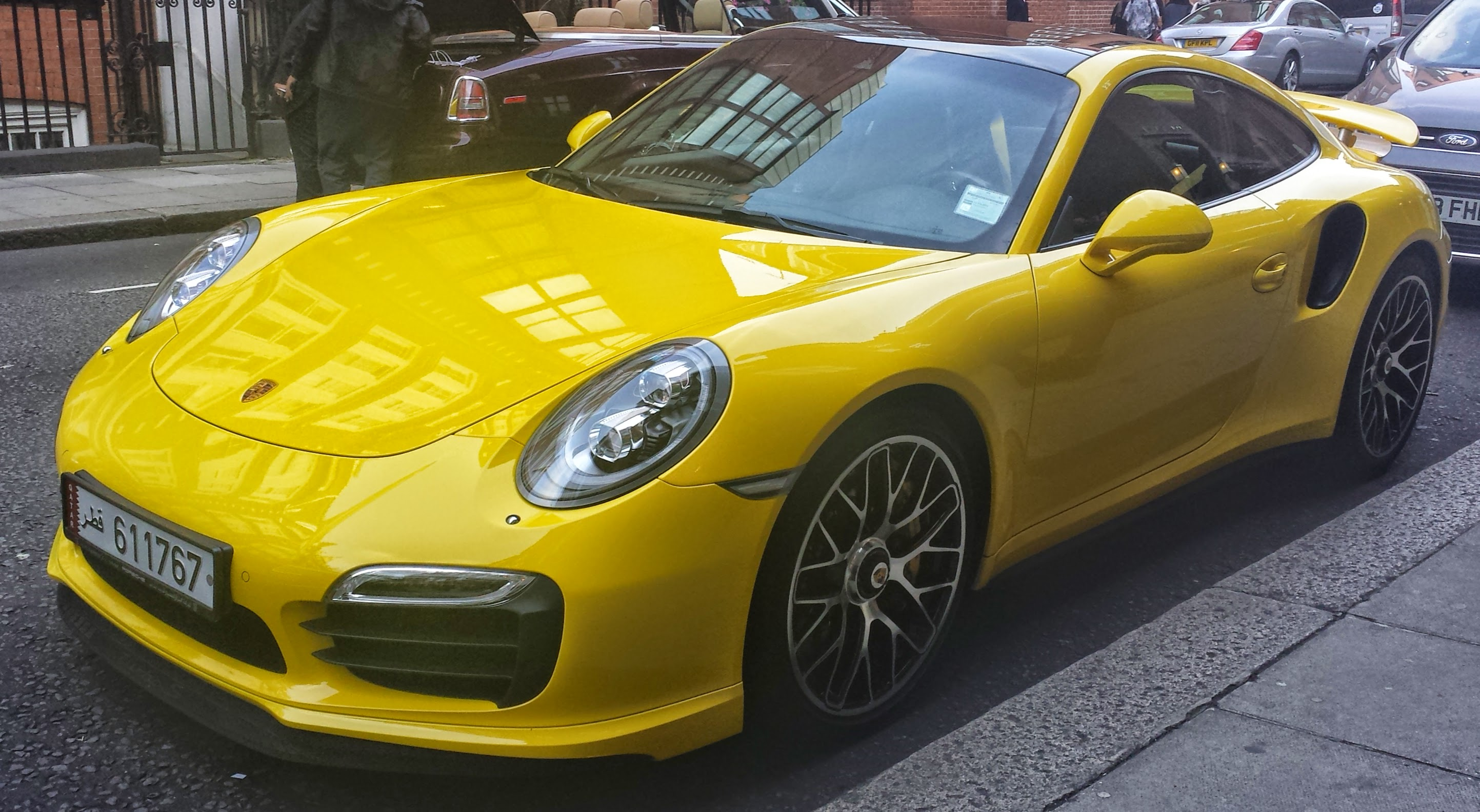
Porsche 991.1 Turbo S (2014).

Dès 2013, les modèles 991 Turbo et Turbo S sont lancés simultanément. La 991 Turbo possède un moteur de 3,8 L développant 520 ch et 620 N m de couple. La version « S » offre 560 ch et 700 N m de couple, pouvant grimper à 750 N m avec la fonction overboost. Les deux modèles reprennent la transmission intégrale et la boîte à double embrayage PDK.
Selon les chiffres officiels, la Turbo S atteint le 0 à 100 km/h en 2,9 secondes. Certains magazines déclarent avoir obtenu des temps inférieurs à 2,8 secondes.
De nouvelles technologies sont disponibles de série, comme le système à quatre roues directrices (les roues arrière pouvant atteindre un angle maximal de 2,8 degrés) ou le système aérodynamique actif PAA. Ce dernier conjugue sur trois positions synchronisées les effets aérodynamiques d’un spoiler avant en élastomère (à commande pneumatique) et d’un aileron arrière télescopique.

## Septième génération type 992 (2020-…)

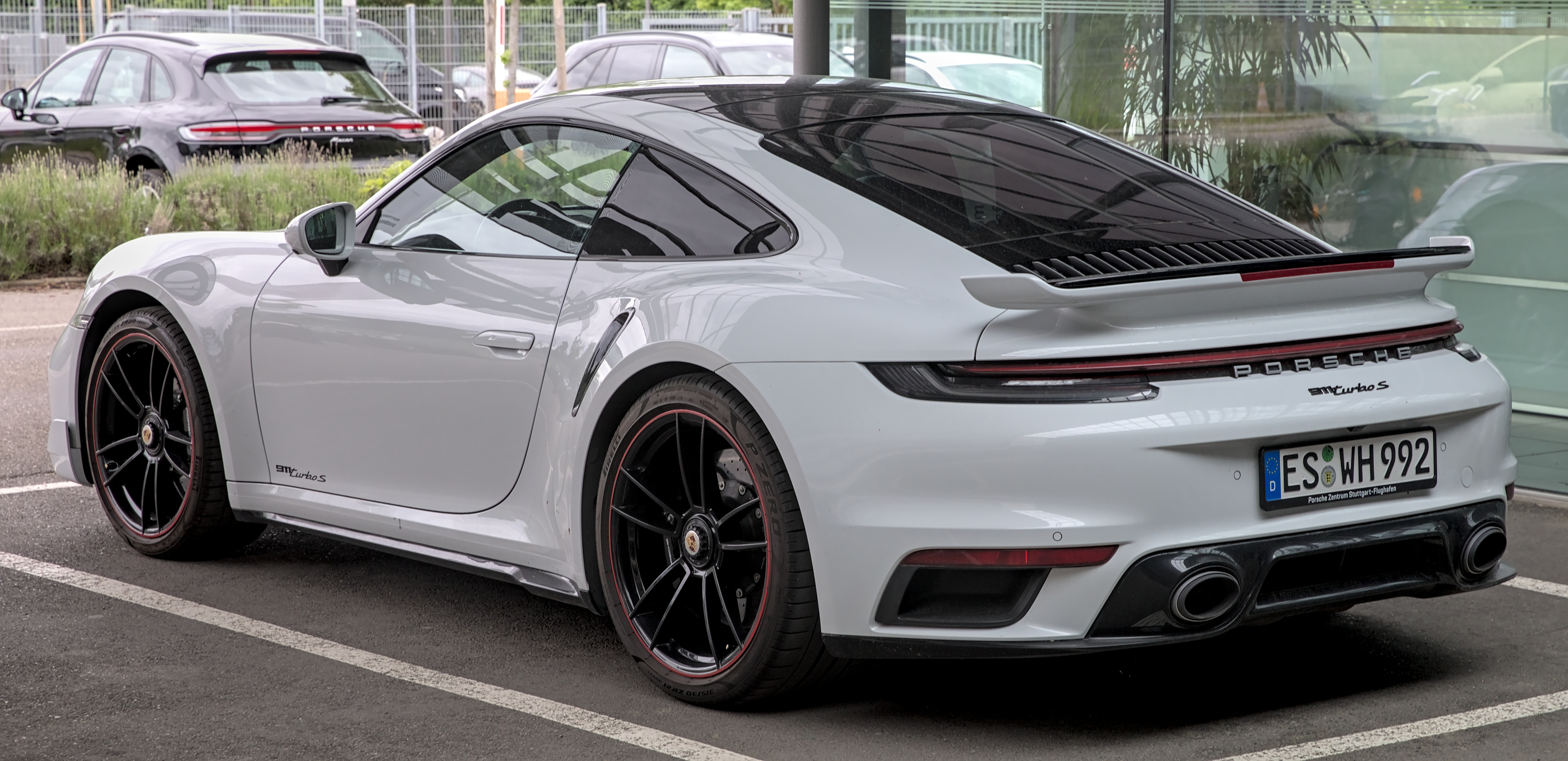
Porsche 992 Turbo S with Sport Desing Turbo Package.

En 2020, Porsche présente la variante Turbo de la huitième génération de 911, la Porsche 992 Turbo S. Le moteur 3,8 L délivre 650 ch et 800 N m de couple. Le constructeur annonce un 0 à 100 km/h en 2,7 s et un 0 à 200 km/h en 8,9 s. Peu après, est commercialisé le modèle qui va constituer l'entrée de gamme des 992 à moteur turbo, la 992 Turbo. Elle affiche 
70 ch de moins que la S, soit 580 ch.